# Feminismus v Česku
Feminismus v Česku má svůj počátek v 19. století, byl ovlivněn řadou významných politických osobností a událostí a dodnes existuje v řadě organizací a hnutí.   

## První vlna feminismu (19. – počátek 20. století)
V Česku mělo feministické hnutí silné zastoupení v národním obrození, kdy například Karolína Světlá a Eliška Krásnohorská bojovaly za vzdělání žen. V roce 1920 získaly československé ženy volební právo, což bylo klíčové. 

## Tomáš Garrigue Masaryk a Charlotte Garrigue Masaryková
Tomáš Garrigue Masaryk (1850–1937) a jeho manželka Charlotte Garrigue Masaryková (1850–1923) byli významnými osobnostmi české historie, jejichž názory a činy ovlivnily vývoj feminismu v českých zemích.
Tomáš Garrigue Masaryk byl obhájcem rovných práv žen a považoval jejich emancipaci za klíčovou pro modernizaci společnosti. Ve svých dílech a veřejných projevech zdůrazňoval, že rovnost žen a mužů je morální a společenskou nutností. Prosazoval přístup žen ke vzdělání a jejich aktivní zapojení do veřejného života. Jako prezident Československa se zasadil o legislativní změny, které podporovaly ženská práva, jako například získání volebního práva pro ženy přijaté v roce 1920. Masarykův přístup k feminismu byl ovlivněn jeho zkušenostmi ze zahraničí, zejména z USA, a také jeho manželkou, která byla silnou zastánkyní rovnosti pohlaví. Věřil, že rodina a manželství mají být založeny na partnerství, což ve své době nebylo obvyklé.
Charlotte Garrigue Masaryková byla původem Američanka. Pocházela z rodiny podporující progresivní hodnoty, včetně ženské emancipace. V průběhu života byla aktivní v charitativní činnosti a podpoře vzdělávání žen. Jako partnerka Tomáše Garrigue Masaryka hrála významnou roli při formování jeho názorů na rovnost pohlaví. Byla členkou několika ženských organizací a inspirovala řadu žen, aby se aktivně podílely na veřejném dění. Charlotte se také podílela na vytváření demokratické atmosféry v první republice, kde její příklad podporoval respekt vůči ženám jako plnohodnotným občanům.
Masarykovy myšlenky feministické hnutí v českých zemích postupně zviditelňovaly. Jejich přístup inspiroval i Františku Plamínkovou, která hrála klíčovou roli v boji za ženská práva v meziválečném Československu. 

## Období socialismu
Po roce 1948 bylo postavení žen formováno ideologií komunistického režimu, který zrušil desítky prvorepublikových ženských spolků a označil feminismus za buržoazní. Některé významné prvorepublikové bojovnice za ženská práva, například Milada Horáková, byly perzekvovány. 
V roce 1949 došlo ke změně rodinného práva, kdy byla odstraněna nadřazená role muže v rodině. Dříve měl muž právo rozhodovat například o vzdělání dětí, místě bydliště rodiny, pracovním uplatnění manželky a majetkových otázkách. Trestní právo zároveň zrušilo právo mužů fyzicky trestat manželku a děti.
Od roku 1958 byla v Československu legalizována interrupce, což byl významný krok k rozšíření práv žen v oblasti reprodukce.
Komunistický režim kladl důraz na zaměstnanost žen, částečně z ideologických důvodů a částečně kvůli nedostatku pracovní síly. V 70. letech tvořily ženy 47,2 % pracovní síly. Ženy byly také podporovány v politice, avšak jejich zastoupení v čele institucí, ve vládě a ve vedení podniků bylo stále nízké (například v 70. letech činilo pouze 5 %).
V 60. letech se začaly objevovat prvky druhé vlny feminismu, které se zaměřovaly na otázky nerovností na pracovním trhu a v osobním životě.
V roce 1967 byl založen Československý svaz žen jako předchůdce Českého svazu žen. Organizace byla kontrolována Komunistickou stranou Československa (KSČ) a sloužila k propagaci státní politiky vůči ženám.

## Období po roce 1989
Po roce 1989 nebyla ženská práva prioritou nového politického vedení. Disidenti, včetně bývalých členů Charty 77, často považovali feminismus za méně důležitý. Někteří disidenti s křesťanskou orientací, například Václav Benda, zastávali názor, že po komunismu je nutné obnovit tradiční rodinné hodnoty. Například prosadili zmírnění trestů za znásilnění.
V 90. letech vznikl aktivistický proud feministického hnutí, který se zasazoval o práva žen a odstranění genderových nerovností. Mezi klíčové organizace vzniklé po roce 1989 patří například Český svaz žen (1990), Gender Studies (1991) a ProFem (1994).

## Klíčová témata českého feminismu
Mezi hlavní témata feminismu obecně se řadí snaha o rovnost pohlaví a to mimo jiné i v rámci pracovního trhu. V České republice tomu není jinak. V současnosti jsou velké snahy o vyrovnání platů mužů i žen. Ženy za stejně odvedenou práci, podle statistik portálu Platy.cz, vydělávají méně peněz než muži.
Ženy jsou často více zatíženy neplacenou prací, jako starání se o děti a domácnost, což omezuje jejich kariérní růst a případné příležitosti. Feministické skupiny volají po systémových změnách a osvětě ohledně sdílení rodičovských povinností. 
Dalším tématem je násilí a sexualizované násilí. Podle centra pro oběti domácího a sexuálního násilí ProFem je každoročně nahlášeno pouze zhruba 5 % znásilnění a velká většina obětí, až už fyzického, či sexuálního napadení, jsou ženy. Feministické organizace se tak snaží podpořit oběti v těžkých životních situacích a zároveň volají po vyšších trestech za tyto násilné trestné činy.
Ženy a politika je dalším aktuálním tématem. V současnosti, dle průzkumů Fóra 50 %, je v politice výrazně méně žen než mužů. Rovné zastoupení obou pohlaví ale může přispět k rozmanitějšímu pohledu na politiku, legislativu a veřejný diskurz. Feministické skupiny podporují větší angažovanost žen a odstraňování bariér, které jim brání ve vstupu do těchto oblastí.

## Organizace a iniciativy
V České republice je několik feministických hnutí, mezi nejznámější v roce 2024 patří následující:
- Konsent je česká nezisková organizace, která vznikla v roce 2016 jako reakce na průzkum Amnesty International, ze kterého vzešlo, že 67 % Čechů si myslí, že za znásilnění si oběť může sama. Organizace se zaměřuje hlavně na prevenci sexuálního násilí, které je v 90 % pácháno muži a jen 6 až 10 % případů je smyšlených nebo nepravdivých.
- Česká ženská lobby je síť organizací, které hájí práva žen v České republice. Snaží se propagovat hlavně rovnost pohlaví. Zaměřuje se ale i na boj proti násilí na ženách, podporuje ženy v politice a snaží se zajistit rovné pracovní příležitosti pro obě pohlaví. V současné době[kdy?] je ředitelkou Diana Soták Gregorová.
- Pod Svícnem je iniciativa, založená roku 2022, zaměřující se na domácí násilí.

## Významné osobnosti

### Historické
Mezi přední české představitele feminismu můžeme zařadit Františku Plamínkovou (1875–1942). Její myšlení bylo ovlivněno Tomášem Garriguem Masarykem. Působila mimo jiné jako senátorka (byla druhou ženskou senátorkou v našich zemích vůbec) a během své politické kariéry prosazovala témata jako je zrušení celibátu učitelek, placená mateřská dovolená a zajištění lepších bytových podmínek a lepší úroveň sociální péče pro matky s dětmi. Prosazovala volební právo pro ženy a v mezinárodní spolupráci viděla cestu, jak ho rychleji prosadit. Proto také byla členkou Aliance, což byl "mezinárodní výbor pro volební právo žen". Také se podílela na vzniku a byla členkou Ženského klubu českého a Ženské národní rady.
Druhou významnou osobností v otázkách postavení žen byl Vojta Náprstek (1826–1894), který po revoluci v roce 1848 pobýval deset let v exilu v Americe, odkud ale s sebou po svém návratu do Čech přivezl nové myšlenky a témata jako například ženská hnutí v Anglii a Americe, technický pokrok v domácnostech a důležitost dostatku času pro ženy v rozvoji jejich intelektu. Časem si získal své příznivce, díky přednáškám na Střeleckém ostrově,, až postupně došlo k založení Amerického klubu dam, organizujícího různé sbírky a charity.

### Současné
Ze současnosti je významnou osobností pro feminismus například Apolena Rychlíková, která je dokumentaristka a novinářka. Zároveň se ale označuje za "hrdou feministku". Podle ní se feminismus netýká genderu, ale jde o emancipaci a prosazení větší svobody jak pro ženy, které si zvolí nepečovat o děti, tak ale i pro muže, kteří se rozhodnou pečovat. Feminismus je "je podhoubí, ze kterého může vyrůst svobodné rozhodování".